# 1999 XS35
1999 XS35 es un objeto cercano a la Tierra descubierto en 1999 que tiene una órbita similar a la de un cometa. Su semieje mayor es de 17,8 AU. Su excentricidad orbital es de 0.95, lo que significa que en el perihelio 1999 XS35 se acerca a 0.9 UA al Sol, mientras que en el afelio llega más allá de la órbita de Neptuno. 1999 XS35 es un damocloide y un objeto pequeño con una magnitud absoluta (H) de 17.2, lo que implica un tamaño de aproximadamente 1 km.
1999 XS35 estuvo en su perihelio el 21 de octubre de 1999, pasó a 0,0453 UA (6 776 783,5 km; 4 210 908,5 mi) de la Tierra el 5 de noviembre de 1999, y fue descubierto el 2 de diciembre de 1999 acon una magnitud aparente de 16.9.